# Lexx
Lexx est une série télévisée en coproduction allemande-britannique-canadienne en quatre épisodes de 90 minutes et 57 épisodes de 44 minutes, créée par Paul Donovan et diffusée entre le 18 avril 1997 et le 26 avril 2002 sur Citytv (première saison) puis sur Space.
En France, seules les trois premières saisons ont été diffusées à partir du 4 décembre 1998 sur 13e rue et à partir du 4 juillet 2000 sur Canal+ ; et au Québec à partir du 30 août 2002 sur Ztélé.

## Synopsis
Cette série met en scène une bande de rénégats voyageant à bord du Lexx, un vaisseau spatial vivant qui, équipé de « la force destructive la plus puissante dans les deux univers », est capable de détruire des planètes entières. L'équipage, pour le moins hétéroclite, essaie d'échapper à Sa Divine Nécrose (His Divine Shadow), un esprit multiple habitant un corps humain, et régnant sur la ligue des 20 000 planètes de l'univers de lumière…

## Distribution
- Brian Downey : Stanley Tweedle
- Michael McManus (VF : Bertrand Liebert) : Kai
- Jeffrey Hirschfield (en) : 790 (voix)
- Eva Habermann : Zev Bellringer (saison 1 + saison 2 épisodes 1 et 2)
- Xenia Seeberg (de) (VF : Brigitte Berges) : Xev Bellringer (dès la saison 2, épisode 3)
- Patricia Zentilli (en) : Bunny (saisons 3 et 4, 17 épisodes)
- Rolf Kanies : Reginald J. Priest (saison 4, 14 épisodes)

 Source et légende : version française (VF) sur RS Doublage

## Épisodes

### Première saison (1997)
1. Je mourrais pour sa Nécrose (I Worship His Shadow) - 90 minutes
2. Super Nova (Super Nova) - 90 minutes
3. Tout doit mourir (Eating Pattern) - 90 minutes
4. Sa Giga Nécrose (Giga Shadow) - 90 minutes

### Deuxième saison (1998-1999)
1. Mantrid (Mantrid)
2. Terminal (Terminal) Dernière apparition de Zev
3. Lyekka (Lyekka) Entrée en scène de Xev
4. Le Triangle de Vénus (Luvliner)
5. La Roue de l'infortune (Lafftrak)
6. Le Procès de Stan (Stan's Trial)
7. Orgasme sidéral (Love Grows)
8. La Guerre des clans (White Trash)
9. 791 (791)
10. Debout le mort (Wake the Dead)
11. La Planète Nook (Nook)
12. Norb (Norb)
13. Aurore (Twilight)
14. Des trous dans le ciel (Patches in the Sky)
15. Woz (Woz)
16. L'Araignée - 1re partie (The Web - Part 1)
17. La Toile d'araignée - 2e partie (The Net - Part 2)
18. Brigadoom (Brigadoom)
19. Brizon (Brizon)
20. La Fin de l'univers (End of the Universe)

### Troisième saison (2000)
1. Entre le feu et l'eau (Fire and Water)
2. May (May)
3. La Ville du jeu (Gametown)
4. Stanley au paradis (Boomtown)
5. La Cité des filles (Gondola)
6. La Tour des fous (K-Town)
7. Les Tunnels (Tunnels)
8. La Clé (The Key)
9. Le Jardin d'Eden (Garden)
10. La Bataille du ciel (Battle)
11. Giggerota la reine (Girltown)
12. Le Purgatoire (The Beach)
13. La Condamnation (Heaven and Hell)

### Quatrième saison (2001-2002)
1. Little Blue Planet
2. Texx LEXX
3. P4X
4. Stan Down
5. Xevivor
6. The Rock
7. Walpurgis Night
8. Vlad
9. Fluff Daddy
10. Majic Baby
11. A Midsummer's Nightmare
12. Bad Carrot
13. 769
14. Prime Ridge
15. Mort
16. Moss
17. Dutch Treat
18. The Game
19. Haley's Comet
20. Apocalexx Now
21. Viva Lexx Vegas
22. Trip
23. Lyekka vs. Japan
24. Yo Way Yo